# 島津歲久
島津歲久（1537年－1592年8月25日），是日本戰國時代的武將，島津貴久的三子，島津義久、島津義弘之同母弟，島津家久異母兄。幼名又六郎，官位為正五位上左衛門督。日置島津家的始創人。

## 略歷
歲久自幼就被祖父島津忠良評價為『擁有徹底洞察利害的智謀』，在後世之人的眼中，是風氣勇猛的薩摩少有的智將。歲久主要在兄長義久的身旁出任軍事參謀，左右著島津軍團的戰略方針。從初陣的岩劍城之戰起，與兄長義弘及弟弟家久參與島津家絕大多數的合戰。天文23年（1554年）歳久17歲，島津家討伐祁答院良重，但祁答院據險而守（大隅岩劍城）。岩劍城是三面臨崖的天然要塞，經過激戰後落城。良重主從撤往祁答院地方。
但一年後大隅蒲生北村城合戰，島津勢敗北，義久、義弘兄弟自戰場上逃脱，但歳久落入敵人包圍而孤立，經奮戰負重傷後逃脱。直到歳久22歲時，蒲生本城落城，蒲生合戰結束。此外，他先後在橫川城攻略、大隅小濱城攻略、伊東攻略、耳川合戰等，擔任副將並立下戰功。
歲久從1563年起擔任吉田城城主，擁有不俗的政績。據說，歲久經常在家中的酒席中，代替酒量不佳的兄長擋下家臣們的敬酒，因此獲得許多家臣的敬慕。但也因嗜酒而中風。
在豐臣秀吉的九州征伐的前夕，歲久主張歸順秀吉，認為「秀吉能從一介農民成為天下人，一定有其過人之處。」然而島津家的其餘三人均主張抗戰，因此歲久的主張被否決。島津家其後戰敗，向豐臣家投降。
不過，歲久在島津家打算歸順秀吉後，由於嫡子島津忠隣在抵抗秀吉的根白坂之戰中陣亡，他對秀吉的態度改變為反抗的態度，甚至派家臣本田四郎左衛門刺殺秀吉（未果）。之後在朝鮮文祿之役中以生病為由（中風）拒絕參戰，更慫恿島津家臣梅北國兼發起對抗秀吉的一揆暴動（梅北一揆），有不少歲久的家臣亦參與是次暴動，因而觸怒秀吉。秀吉遂下令義久討伐歲久，義久只好召喚歲久並將秀吉的要求告知。歲久本欲自殺，但被家臣阻止而逃亡，後來在竜ヶ水被義弘的家老町田久倍率領的軍隊追上，但歲久已經因為中風，體力不繼無法自殺，隨從更因為他是義弘的弟弟不敢下手，歲久於是對追兵說：「快靠近點取下我的首級！」，因此才由原田甚次協助取下首級，終年56歲。
歲久死後，由忠隣的嫡子島津常久繼任日置島津家的家督之位。在秀吉死後，尊敬歲久的百姓在歲久自殺的地方興建心岳寺紀念他，亦即現在的平松神社，作為戰神及安產神受到信仰。

## 發動梅北一揆的可能原因
第一、歲久的婿養子島津忠隣在秀吉的九州討伐戰死，歲久因而怨恨秀吉。
第二（普遍認為的原因）、島津家歸順秀吉的初期，家中仍然存在不少對秀吉反感的家臣。歲久為了穩定島津家內部，於是發動是次暴動以集合家中絕大部分不滿秀吉的勢力，並加以掃除，為島津家創造有利的議和條件。後世的薩摩武士因此非常尊敬歲久這種不惜為主家犧牲生命的態度。在舊薩摩藩的軍事學校中，歲久比兄長義弘更受崇拜。

## 外部連結
探訪島津歲久的史跡（日本語） （页面存档备份，存于）